# Anelaphinis vermiculata
Anelaphinis vermiculata är en skalbaggsart som beskrevs av Leon Fairmaire 1894. Anelaphinis vermiculata ingår i släktet Anelaphinis och familjen Cetoniidae. Inga underarter finns listade i Catalogue of Life.